# حزقيال خوسيه تامايو
حزقيال خوسيه تامايو (بالإسبانية: Juan José Tamayo)‏ هو عالم عقيدة إسباني، ولد في 7 أكتوبر 1946 في بالنثيا في إسبانيا.

## وصلات خارجية
- حزقيال خوسيه تامايو على موقع IMDb (الإنجليزية)